# بيريرا
بيريرا هي بلدية كولومبية وعاصمة إدارة ريزارالدا.

## المناخ
يظهر الجدول التالي التغييرات المناخية على مدار السنة لبيريرا:
| البيانات المناخية لـبيريرا                                          | البيانات المناخية لـبيريرا | البيانات المناخية لـبيريرا | البيانات المناخية لـبيريرا | البيانات المناخية لـبيريرا | البيانات المناخية لـبيريرا | البيانات المناخية لـبيريرا | البيانات المناخية لـبيريرا | البيانات المناخية لـبيريرا | البيانات المناخية لـبيريرا | البيانات المناخية لـبيريرا | البيانات المناخية لـبيريرا | البيانات المناخية لـبيريرا | البيانات المناخية لـبيريرا |
| الشهر                                                               | يناير                      | فبراير                     | مارس                       | أبريل                      | مايو                       | يونيو                      | يوليو                      | أغسطس                      | سبتمبر                     | أكتوبر                     | نوفمبر                     | ديسمبر                     | المعدل السنوي              |
| ------------------------------------------------------------------- | -------------------------- | -------------------------- | -------------------------- | -------------------------- | -------------------------- | -------------------------- | -------------------------- | -------------------------- | -------------------------- | -------------------------- | -------------------------- | -------------------------- | -------------------------- |
| الدرجة القصوى °م (°ف)                                               | 35.5 (95.9)                | 37.0 (98.6)                | 36.0 (96.8)                | 36.0 (96.8)                | 33.5 (92.3)                | 34.0 (93.2)                | 33.5 (92.3)                | 37.0 (98.6)                | 36.8 (98.2)                | 36.2 (97.2)                | 34.0 (93.2)                | 36.0 (96.8)                | 37.0 (98.6)                |
| متوسط درجة الحرارة الكبرى °م (°ف)                                   | 26.8 (80.2)                | 27.1 (80.8)                | 26.9 (80.4)                | 26.2 (79.2)                | 25.9 (78.6)                | 26.0 (78.8)                | 26.5 (79.7)                | 26.9 (80.4)                | 26.4 (79.5)                | 25.8 (78.4)                | 25.6 (78.1)                | 26.0 (78.8)                | 26.3 (79.3)                |
| المتوسط اليومي °م (°ف)                                              | 21.8 (71.2)                | 22.0 (71.6)                | 21.9 (71.4)                | 21.5 (70.7)                | 21.4 (70.5)                | 21.5 (70.7)                | 21.7 (71.1)                | 22.0 (71.6)                | 21.5 (70.7)                | 20.9 (69.6)                | 20.9 (69.6)                | 21.4 (70.5)                | 21.5 (70.7)                |
| متوسط درجة الحرارة الصغرى °م (°ف)                                   | 17.4 (63.3)                | 17.5 (63.5)                | 17.6 (63.7)                | 17.6 (63.7)                | 17.6 (63.7)                | 17.4 (63.3)                | 17.2 (63.0)                | 17.2 (63.0)                | 17.1 (62.8)                | 17.0 (62.6)                | 17.2 (63.0)                | 17.4 (63.3)                | 17.4 (63.3)                |
| أدنى درجة حرارة °م (°ف)                                             | 11.0 (51.8)                | 10.0 (50.0)                | 11.0 (51.8)                | 11.0 (51.8)                | 10.0 (50.0)                | 10.0 (50.0)                | 11.0 (51.8)                | 10.0 (50.0)                | 10.0 (50.0)                | 10.0 (50.0)                | 10.0 (50.0)                | 10.0 (50.0)                | 10.0 (50.0)                |
| الهطول مم (إنش)                                                     | 132.7 (5.22)               | 132.6 (5.22)               | 220.2 (8.67)               | 249.3 (9.81)               | 257.4 (10.13)              | 196.1 (7.72)               | 133.5 (5.26)               | 129.0 (5.08)               | 195.9 (7.71)               | 290.5 (11.44)              | 287.9 (11.33)              | 199.4 (7.85)               | 2٬424٫4 (95.45)            |
| متوسط أيام هطول الأمطار                                             | 16                         | 15                         | 20                         | 23                         | 24                         | 21                         | 20                         | 18                         | 21                         | 24                         | 23                         | 20                         | 243                        |
| متوسط الرطوبة النسبية (%)                                           | 75                         | 74                         | 76                         | 79                         | 79                         | 78                         | 75                         | 74                         | 76                         | 79                         | 79                         | 77                         | 77                         |
| ساعات سطوع الشمس الشهرية                                            | 186.0                      | 161.0                      | 155.0                      | 132.0                      | 139.5                      | 147.0                      | 182.9                      | 182.9                      | 150.0                      | 142.6                      | 150.0                      | 167.4                      | 1٬896٫3                    |
| ساعات سطوع الشمس اليومية                                            | 6.0                        | 5.7                        | 5.0                        | 4.4                        | 4.5                        | 4.9                        | 5.9                        | 5.9                        | 5.0                        | 4.6                        | 5.0                        | 5.4                        | 5.2                        |
| المصدر: Instituto de Hidrologia Meteorologia y Estudios Ambientales |                            |                            |                            |                            |                            |                            |                            |                            |                            |                            |                            |                            |                            |

## معرض صور

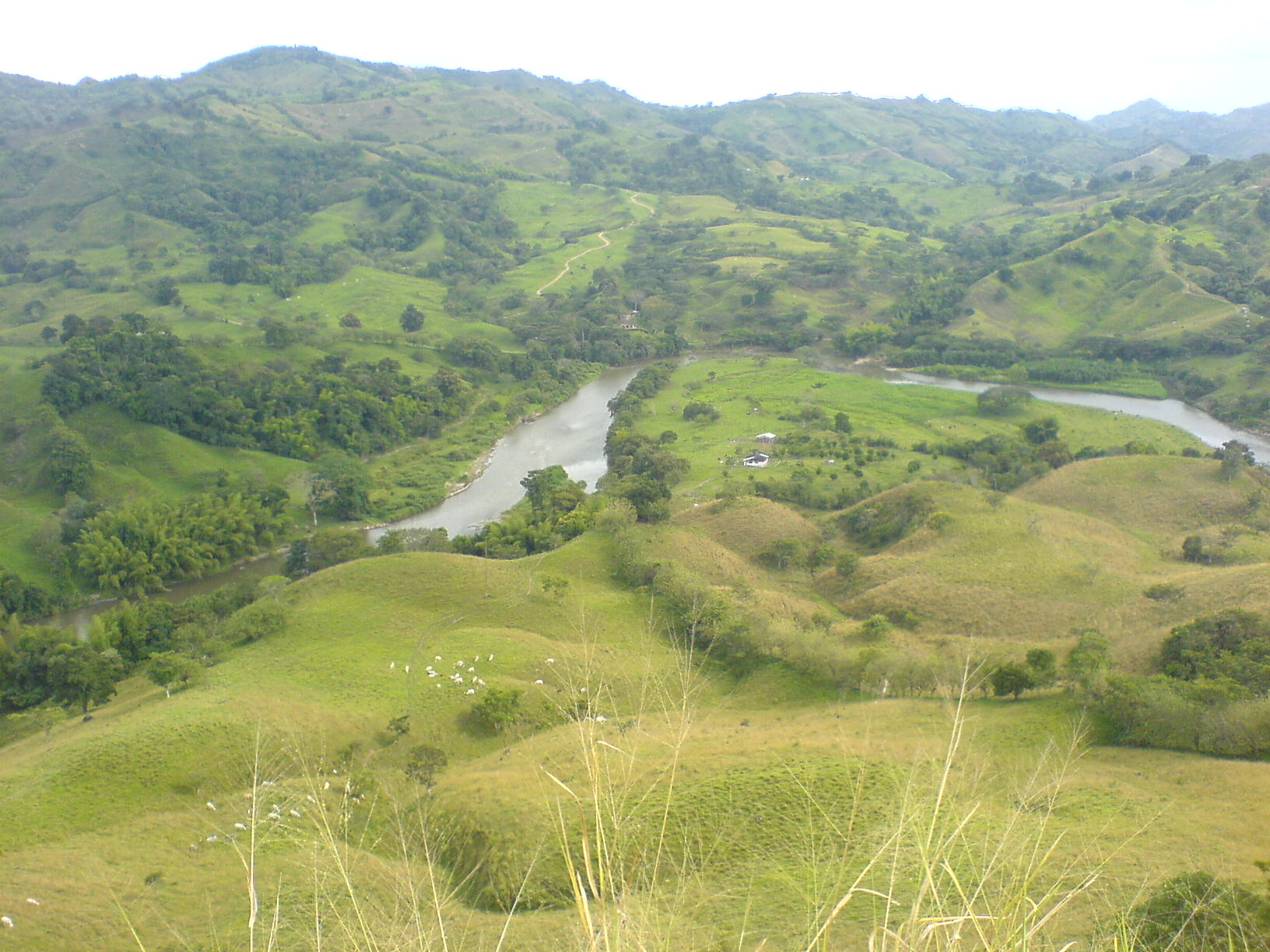
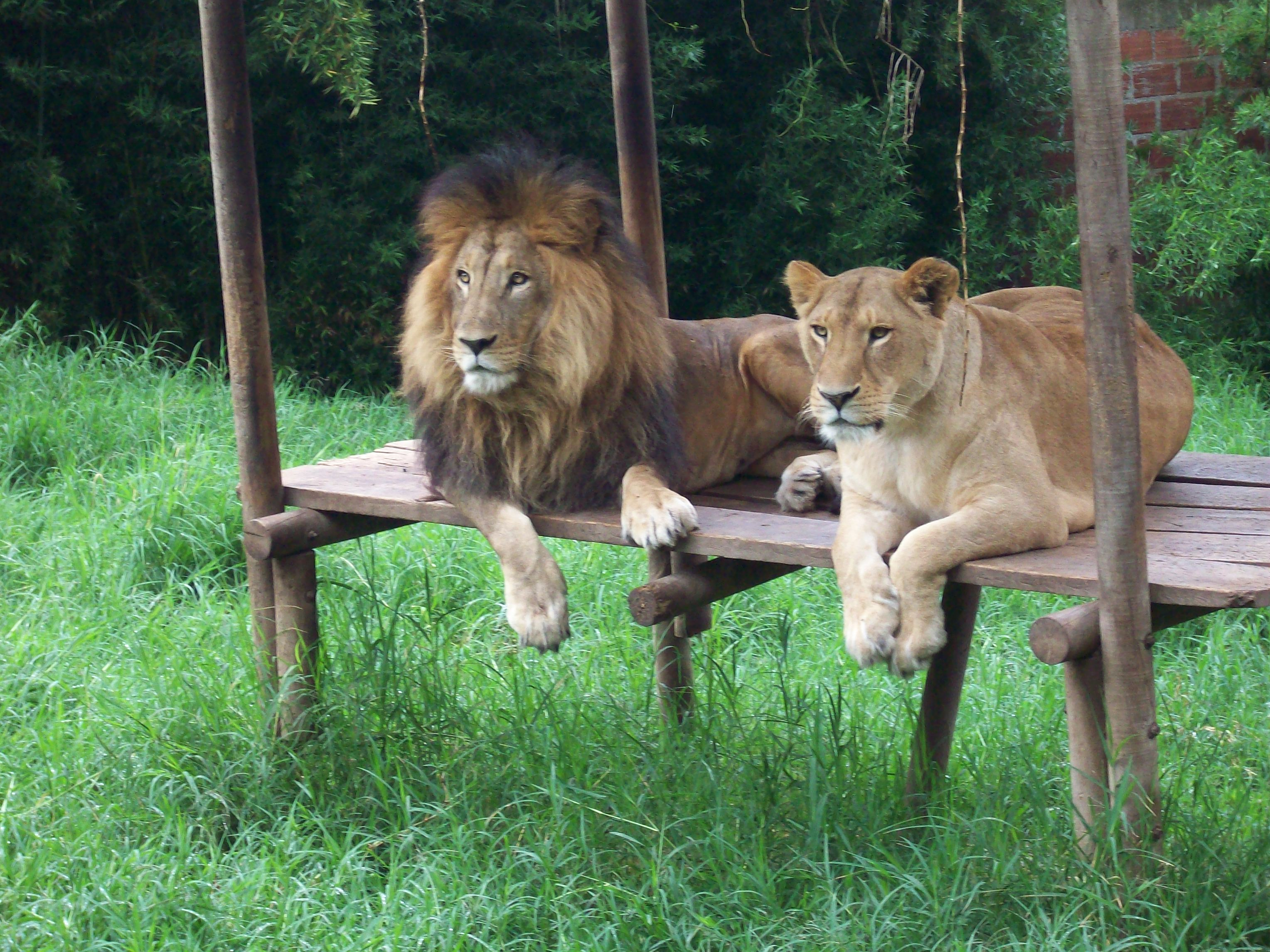
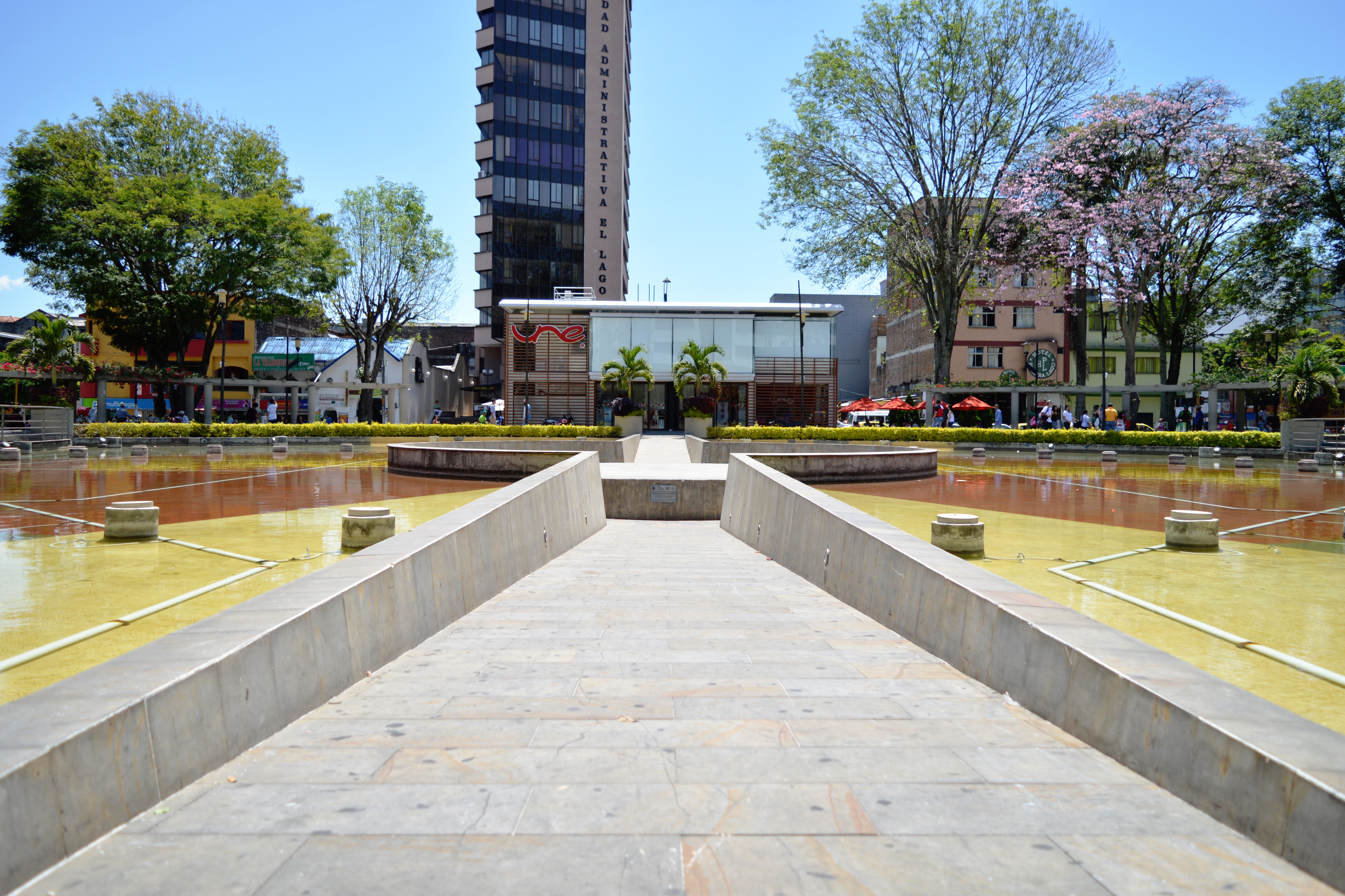
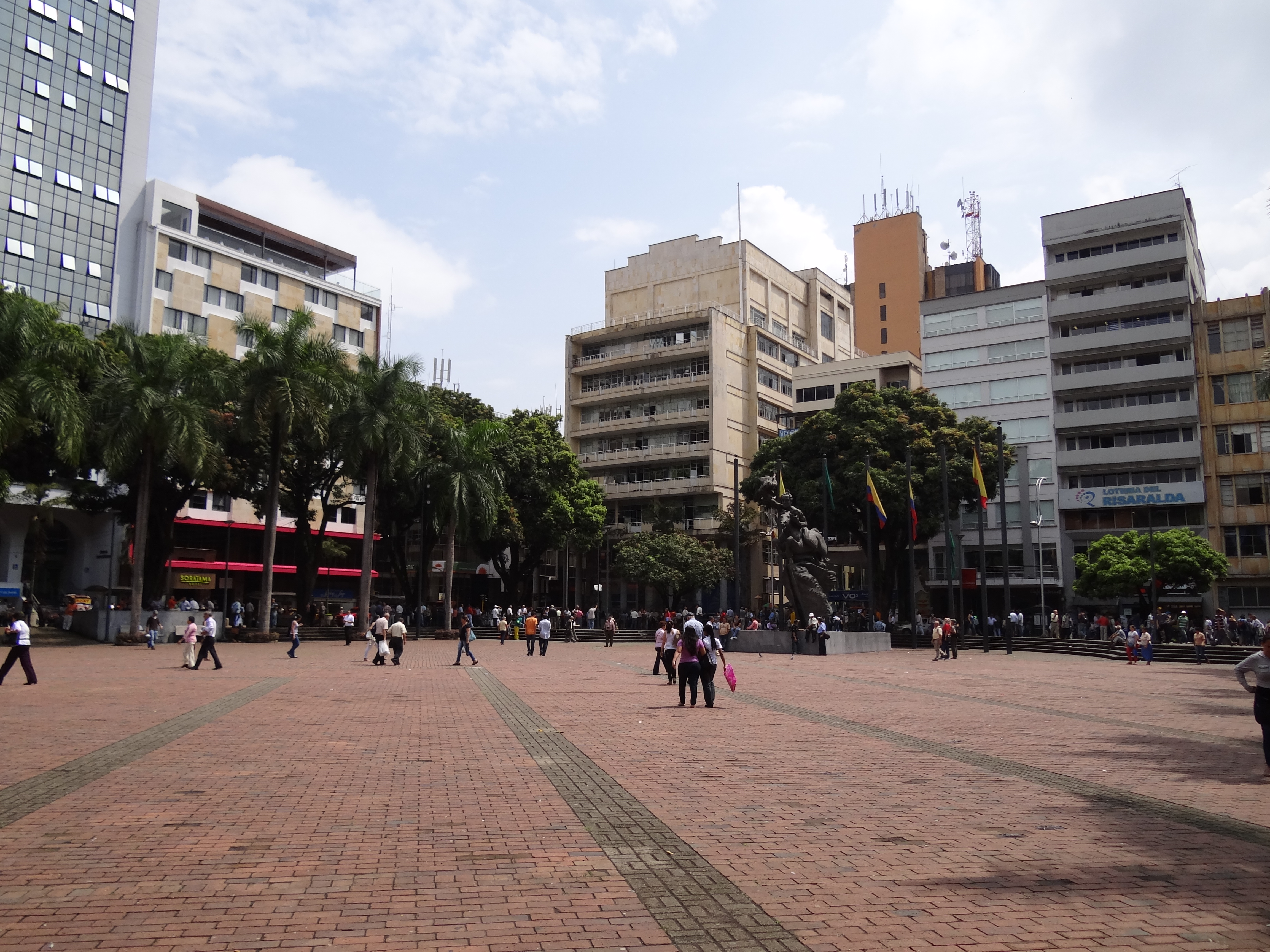

## توأمة
لبيريرا اتفاقيات توأمة مع كل من:
- ماردة
- فولسوم
- ماردة [الإنجليزية]‏

## أعلام
- خوسيه إزكييردو
- سيزار جافيريا
- أورلاندو دوك
- سانتياجو جيرالدو
- سيزار لوبيز
- كاتالينا كاستانيو
- روبين داريو غوميز